# Флаг Шаблыкинского района
Флаг муниципального образования Шаблыкинский райо́н Орловской области Российской Федерации — опознавательно-правовой знак, служащий официальным символом муниципального образования.
Утверждён 26 августа 2011 года и подлежит внесению в Государственный геральдический регистр Российской Федерации.

## Описание
Прямоугольное белое полотнище с отношением ширины к длине 2:3, вдоль верхнего и нижнего краёв которого — зелёные полосы, ограниченные контурами чередующихся дубов и елей (максимальная ширина каждой из полос — 1/4, а ширина нижней полосы без выступов в виде деревьев — 1/15 ширины полотнища). В середине полотнища на белом фоне — изображение красной косули с золотыми рогами, глазами и копытами.

## Символика
Составлен на основе герба, по правилам и соответствующим традициям вексиллологии, и отражает исторические, культурные, общественные, национальные и другие местные традиции.
Территория Шаблыкинского района многократно изрезана долинами рек, озёр, оврагами, балками. В районе преобладают хвойные и лиственные леса, изобилующие грибами и целебными травами. Широк мир животных — лось, кабан, косуля и многие другие. Всё это издавна способствовало развитию охотничьего промысла. В настоящее время в районе существует два охотхозяйства. Прелесть охотничьего ремесла познали многие жившие в районе деятели русской литературы: писатель и поэт И. С. Тургенев, философ и публицист И. В. Киреевский и их многочисленные гости, среди которых можно упомянуть Л. Н. Толстого, Р. К. Жуковского и др.
Своими символами раскрывает красоту этих мест. Чередующиеся ёлки и дубы символизируют флору Среднерусской возвышенности, а косуля — его фауну. Символика дерева — величие, стойкость, возрождение. Символика косули — стремительность, скорость, неожиданность.
Белый цвет (серебро) символизирует чистоту, открытость, божественную мудрость, примирения.
Зелёный цвет символизирует весну, здоровье, природу, надежду.
Красный цвет — символизирует мужество, жизнеутверждающую силу, красоту, праздник.
Жёлтый цвет (золото) символизирует высшую ценность, величие, великодушие, богатство, урожай.